# Cognasse (film)
Ne doit pas être confondu avec Connasse, princesse des cœurs.
Pour plus de détails, voir Fiche technique et Distribution.
Pour les articles homonymes, voir Cognasse.
Cognasse est un film français réalisé par Louis Mercanton, sorti en 1932.

## Synopsis
Cognasse, un comptable quelque peu arrogant, apôtre de la coopération ouvrière, est certain de pouvoir diriger l'entreprise de son employeur beaucoup mieux que celui-ci. Quand il a l'occasion de démontrer ses capacités et compétences, la situation de l'entreprise devient rapidement un désordre absolu.

## Fiche technique
- Titre original : Cognasse
- Réalisation : Louis Mercanton
- Scénario : Rip et Louis Mercanton, d'après la pièce de Rip
- Musique : Raoul Moretti
- Société de production : Les Films Paramount
- Pays d'origine :  France
- Format : Noir et blanc — 35 mm — 1,37:1 — Son : Mono
- Genre : Comédie
- Durée : 88 minutes
- Date de sortie : 1932